# Druyes-les-Belles-Fontaines
Druyes-les-Belles-Fontaines è un comune francese di 310 abitanti situato nel dipartimento della Yonne nella regione della Borgogna-Franca Contea.

## Società

### Evoluzione demografica
Abitanti censiti